# Claudia Schmidt (Juristin)
Claudia Schmidt (geb. 27. November 1961 in Dortmund) ist eine deutsche Juristin. Sie ist seit 2018 Vizepräsidentin des Oberverwaltungsgerichts des Landes Sachsen-Anhalt mit Sitz in Magdeburg und seit 2022 Vizepräsidentin des Landesverfassungsgerichts Sachsen-Anhalts.

## Beruflicher Werdegang
Schmidt studierte ab 1981  Rechtswissenschaften an der Westfälischen Wilhelms-Universität Münster. Nach Ablegung der zweiten juristischen Staatsprüfung 1990 wurde sie im Folgejahr im Bezirk des Oberverwaltungsgerichts Magdeburg zur Richterin auf Probe ernannt. Die Ernennung zur Richterin auf Lebenszeit erfolgte im Jahr 1994 mit Einweisung auf eine Planstelle am Verwaltungsgericht Magdeburg. Nach einer der Erprobung dienenden  Abordnung an das Oberverwaltungsgericht des Landes Sachsen-Anhalt 1999 wurde Schmidt im Folgejahr ebendort zur Richterin am Oberverwaltungsgericht ernannt. Ab 2005 war sie in der Gerichtsverwaltung eingesetzt. Von 2013 bis 2016 war Claudia Schmidt an das Ministerium für Justiz und Gleichstellung des Landes Sachsen-Anhalt abgeordnet und wurde als Referatsleiterin Personal für Justiz und Justizvollzug tätig. Am 5. März 2018 wurde sie zur Vizepräsidentin des Oberverwaltungsgerichts Magdeburg ernannt. Ende des Jahres 2021 wurde Schmidt auf parteiübergreifenden Vorschlag zur Vizepräsidentin des Landesverfassungsgerichts des Landes Sachsen-Anhalt gewählt.